# Rosa zangezura
Rosa zangezura — вид рослин з родини розових (Rosaceae); ендемік Вірменії.

## Опис
Вид має дрібні, білі квітки та сім листочків.

## Поширення
Ендемік Вірменії. Росте на узліссях лісів, у світлих лісах і на степових луках, у середньогірному поясі.

## Загрози й охорона
Основною загрозою є втрата та деградація середовища існування, спричинена зміщенням сільського господарства.
Росте в Хосровському заповіднику.